# Slavičín
Slavičín é uma cidade checa localizada na região de Zlín, distrito de Zlín. Esta é a cidade natal do ex-jogador da Seleção Tcheca de Futebol Tomáš Řepka.